# CV-160
CV-160 (San Juan de Moró - Puebla Tornesa, en valenciano y oficialmente Sant Joan de Moró - La Pobla Tornesa), carretera valenciana que comunica la CV-16 a la altura del Pantano de María Cristina, próxima a San Juan de Moró con la CV-15 cerca de Puebla Tornesa.

## Nomenclatura
La carretera CV-160 pertenece a la red de carreteras de la Generalidad Valenciana. Su nombre está formado por las iniciales CV, que indica que es una carretera autonómica de la Comunidad Valenciana, y el 160 es el número que recibe según el orden de nomenclaturas de las carreteras de la CV.

## Recorrido
| Velocidad | Esquema                                | Esquema | Esquema                               | Notas |
| --------- | -------------------------------------- | ------- | ------------------------------------- | ----- |
|           | CV-16 Castellón                        |         | CV-16 Alcora                          |       |
|           | Comienzo de la carretera CV-160 Km 0   |         | Fin de la carretera CV-160 Km 0       |       |
|           | polígonos industriales                 |         | CV-190 Alcora Lucena del Cid          |       |
|           | camino                                 |         | San Juan de Moró                      |       |
|           | camino                                 |         |                                       |       |
|           |                                        |         | San Juan de Moró                      |       |
|           | camino                                 |         | San Juan de Moró Mas del Pi           |       |
|           | Velocidad recomendada                  |         | Velocidad recomendada                 |       |
|           | Villafamés Museo de Arte Contemporáneo |         |                                       |       |
|           | Villafamés Museo de Arte Contemporáneo |         | CV-162 La Barona CV-158 Vall d'Alba   |       |
|           | Villafamés Museo de Arte Contemporáneo |         |                                       |       |
|           | polígonos industriales                 |         | polígonos industriales                |       |
|           | Fin de la carretera CV-160             |         | Comienzo de la carretera CV-160       |       |
|           | CV-15 Puebla Tornesa Castellón         |         | CV-15 Vall d'Alba Villafranca del Cid |       |